# Heinz-Jürgen Blome
Pour les articles homonymes, voir Blome.
Heinz-Jürgen Blome, né le 14 décembre 1946 et mort le 7 novembre 2012, est un footballeur allemand.